# 森アーツセンター

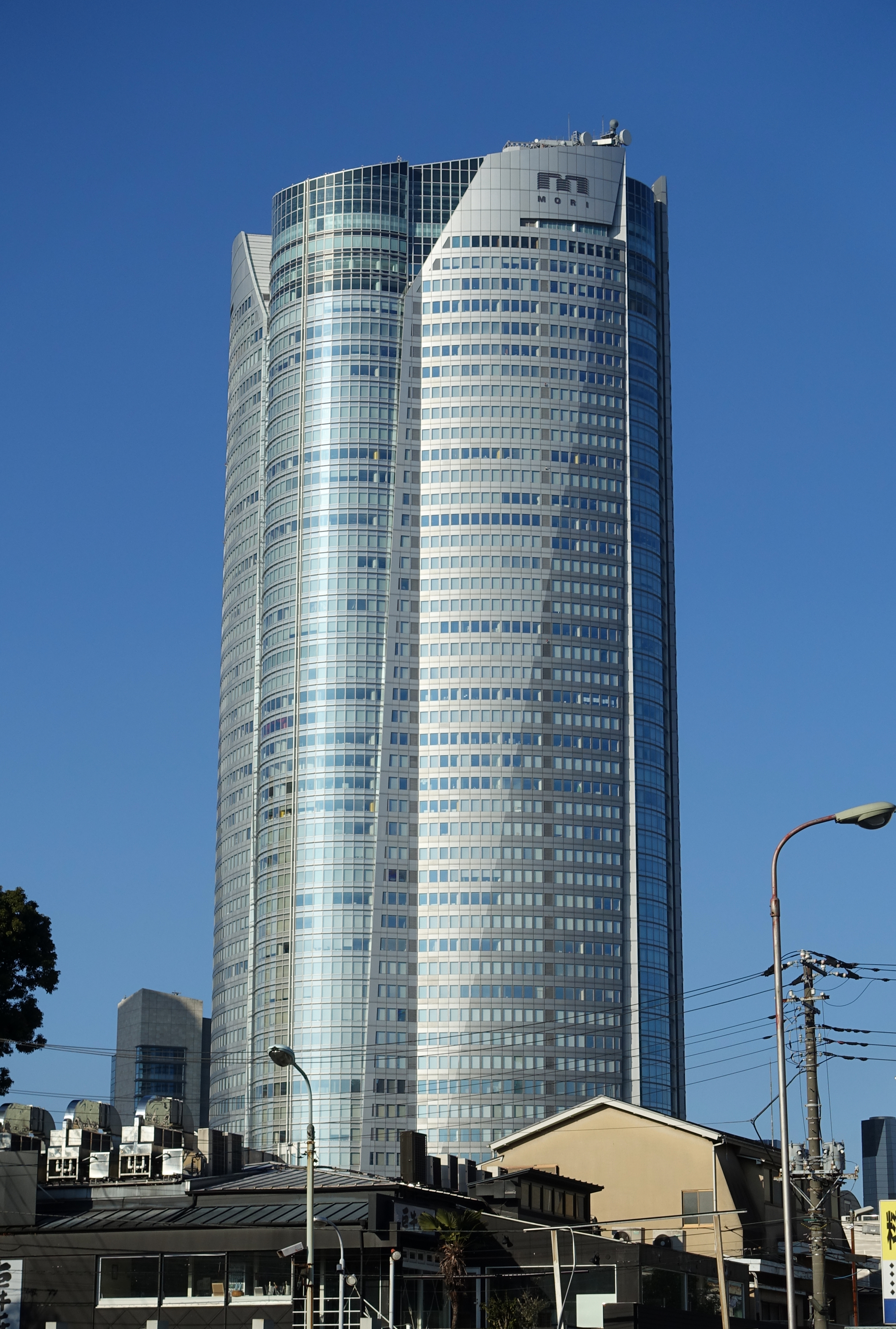
森アーツセンターの入る六本木ヒルズ森タワー

森アーツセンター（もりアーツセンター）は、東京都港区六本木の六本木ヒルズ森タワー49階〜屋上部分にある複合文化施設である。

## 概要
六本木ヒルズのコンセプトである「文化都心」の象徴となる施設で、六本木ヒルズと共に2003年4月に開業した。ビル最上階の最も高値で賃貸出来る場所を文化施設にするという世界的にもあまり例のない試みは、当時森ビルの社長であった森稔の「文化は経済より上だという事を示したい」という明確な意志によるものであった。

## 施設
施設は会員制クラブ「六本木ヒルズクラブ」、展望台「東京シティビュー」、美術館「森美術館」、ギャラリー「森アーツセンターギャラリー」で構成されている。

### 六本木ヒルズクラブ
六本木ヒルズ森タワー51階に位置する会員制クラブ。6つのレストランと3つのイベントスペースを備えている。

### 東京シティビュー
六本木ヒルズ森タワー52階に位置する展望台。展望フロアは海抜250mの屋内展望台となっている。
この他、ギャラリースペース「スカイギャラリー」にてイベントも行われている。

#### スカイデッキ
六本木ヒルズ森タワー屋上に位置する屋外展望台。六本木ヒルズの開業5周年を記念して2008年4月26日に開放された。海抜約270mの位置にあり、SHIBUYA SKYや東京タワートップデッキ（旧称：特別展望台）よりも高い位置にある。なお、カメラとスマートフォン以外の荷物は持ち込めず、ロッカーに預けなければならない。また、ヘリポート部分に立ち入ることはできない。
2023年9月10日、スカイデッキから人が飛び降り、死亡した。これを受けて、スカイデッキは翌9月11日から無期限で休業し、そのまま一般営業を終了した。

### 森美術館
六本木ヒルズ森タワー53階に位置する美術館。地上から最も高い位置にある美術館で、現代美術を中心とした企画展示が行われている。

### 森アーツセンターギャラリー
六本木ヒルズ森タワー52階に位置するギャラリースペース。様々な企画展を開催している。